# Frémainville
Frémainville est une commune française située dans le département du Val-d'Oise en région Île-de-France.
Il se trouve dans le parc naturel régional du Vexin Français.

## Géographie

### Description

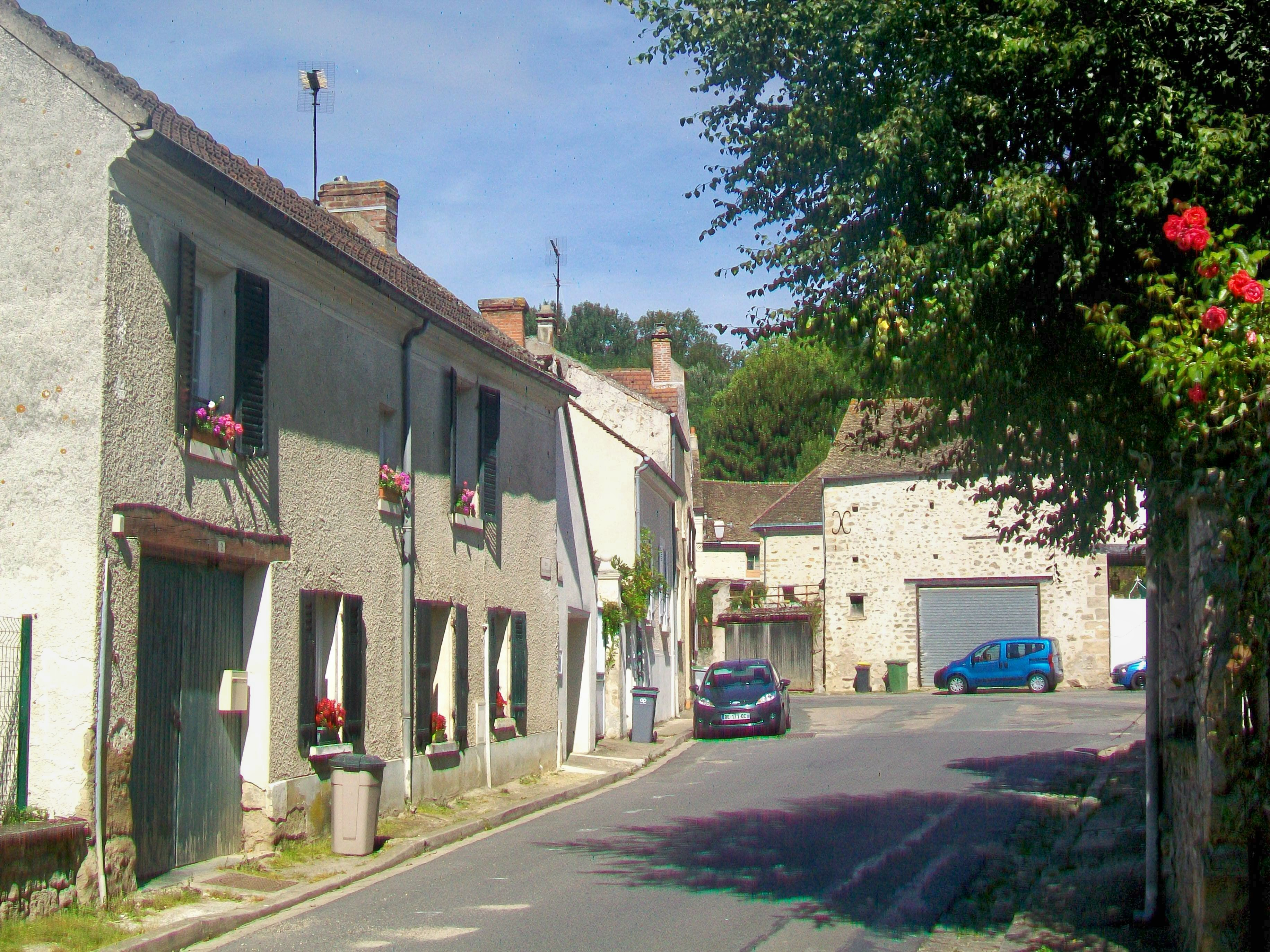
Paysage urbain : la rue des Ormeteaux.

Frémainville est un village périurbain du Vexin français du Val-d'Oise limitrophe des Yvelines, proche du bois de Galluis qui domine la vallée de l'Aubette de Meulan, à 35 kilomètres au nord-ouest de Paris, à 8 km au nord-ouest de Meulan, à 12 km au sud-est de Magny-en-Vexin et à 25 km au sud de Gisors.
La commune est membre du parc naturel régional du Vexin français.
Elle se trouve dans l'aire d'attraction de Paris ainsi que dans son bassin de vie, et dans la zone d'emploi de Cergy-Pontoise

### Communes limitrophes
La commune est limitrophe d'Avernes, Théméricourt et Seraincourt dans le Val-d'Oise ; Jambville et Lainville-en-Vexin dans le département voisin des Yvelines.
|                    | Avernes      | Théméricourt |
| Lainville-en-Vexin | Frémainville |              |
| Jambville          |              | Seraincourt  |

### Géologie et relief
Le village s’étage à flanc de coteau orienté à l'est, perdu au milieu de la verdure et les bois, à l'écart des grandes voies de communication, mais est aisément accessible par l'ancienne RN 14 (actuelle RD 14)..
Le village se situe sur le versant oriental d'une butte-témoin dominant l'Aubette.

### Hydrographie

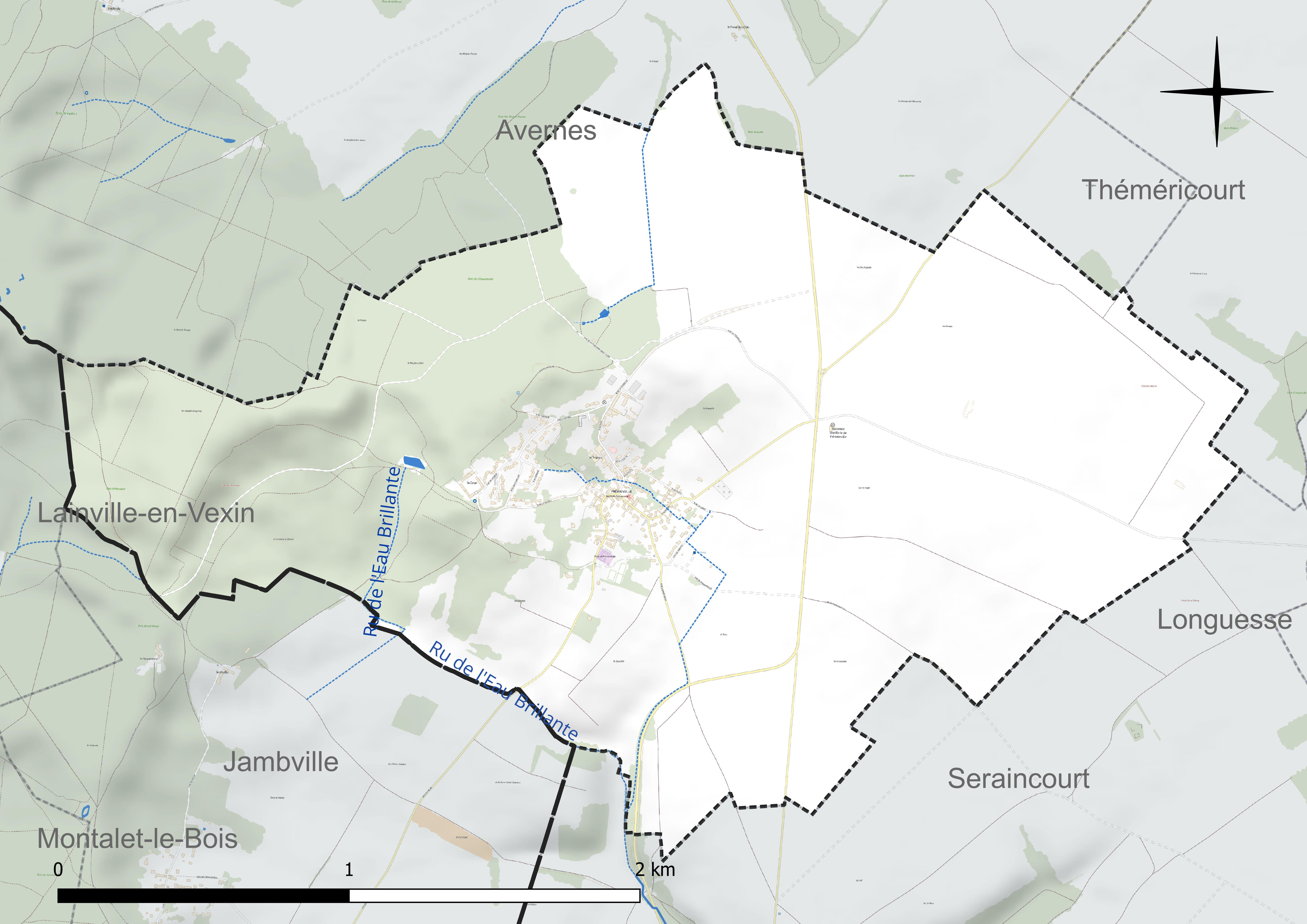
Carte hydrographique de la commune

Le territoire communal est limité au sud-ouest par le lit du ru de l'Eau brillante.

### Climat
Pour des articles plus généraux, voir Climat de l'Île-de-France et Climat du Val-d'Oise.
En 2010, le climat de la commune est de type climat océanique dégradé des plaines du Centre et du Nord, selon une étude du CNRS s'appuyant sur une série de données couvrant la période 1971-2000. En 2020, Météo-France publie une typologie des climats de la France métropolitaine dans laquelle la commune est exposée à un climat océanique et est dans la région climatique Sud-ouest du bassin Parisien, caractérisée par une faible pluviométrie, notamment au printemps (120 à 150 mm) et un hiver froid (3,5 °C).
Pour la période 1971-2000, la température annuelle moyenne est de 10,6 °C, avec une amplitude thermique annuelle de 14,5 °C. Le cumul annuel moyen de précipitations est de 694 mm, avec 11,5 jours de précipitations en janvier et 8,1 jours en juillet. Pour la période 1991-2020, la température moyenne annuelle observée sur la station météorologique la plus proche, située sur la commune de Boissy-l'Aillerie à 12 km à vol d'oiseau, est de 11,2 °C et le cumul annuel moyen de précipitations est de 635,8 mm,. Pour l'avenir, les paramètres climatiques de la commune estimés pour 2050 selon différents scénarios d'émission de gaz à effet de serre sont consultables sur un site dédié publié par Météo-France en novembre 2022.

## Urbanisme

### Typologie
Au 1er janvier 2024, Frémainville est catégorisée commune rurale à habitat dispersé, selon la nouvelle grille communale de densité à sept niveaux définie par l'Insee en 2022.
Elle est située hors unité urbaine. Par ailleurs la commune fait partie de l'aire d'attraction de Paris, dont elle est une commune de la couronne,. Cette aire regroupe 1 929 communes,.

### Occupation des sols

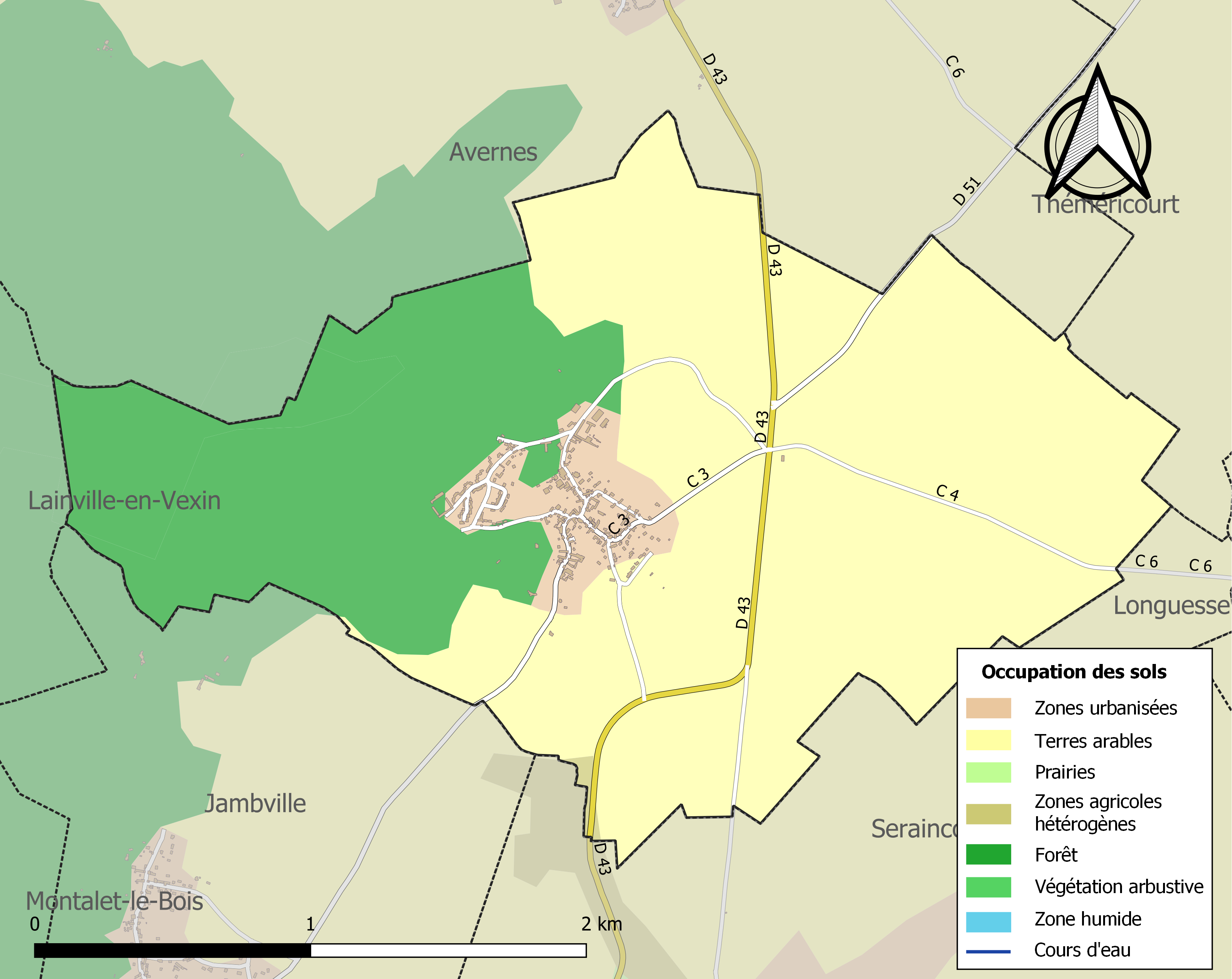
Carte des infrastructures et de l'occupation des sols de la commune en 2018 (CLC).

### Habitat et logement
En 2021, le nombre total de logements dans la commune était de 229, alors qu'il était de 188 en 2016 et de 180 en 2011.
Parmi ces logements, 94,7 % étaient des résidences principales, 0,9 % des résidences secondaires et 4,4 % des logements vacants. Ces logements étaient pour 82,8 % d'entre eux des maisons individuelles et pour 15,9 % des appartements.
Le tableau ci-dessous présente la typologie des logements à Frémainville en 2021 en comparaison avec celle du Val-d'Oise et de la France entière. Une caractéristique marquante du parc de logements est ainsi la faible proportion des résidences secondaires et logements occasionnels (0,9 %) par rapport au département (1,5 %) et à la France entière (9,7 %).
| Typologie                                               | Frémainville | Val-d'Oise | France entière |
| ------------------------------------------------------- | ------------ | ---------- | -------------- |
| Résidences principales (en %)                           | 94,7         | 92,4       | 82,2           |
| Résidences secondaires et logements occasionnels (en %) | 0,9          | 1,5        | 9,7            |
| Logements vacants (en %)                                | 4,4          | 6          | 8,1            |

## Toponymie
La commune est attestée sous la forme latinisée Fremevilla. Il s'agit d'une formation toponymique médiévale en -ville, au sens ancien de « domaine rural », précédé de l'anthroponyme germanique Frammier.

## Histoire
Le village n'est connu  qu'à partir du XIe siècle, avec la construction d'une église et d’un château sans doute édifié auparavant. On reste dans l’expectative, considérant néanmoins que ce dernier dût être ordonné par un pouvoir supérieur pour s’inscrire dans le collège des places fortes dressées face aux envahisseurs normands
La commune de Frémainville est évoquée par l'historien Marcel Lachiver dans sa monographie communale "Histoire de Meulan et de sa région par les textes". Un paragraphe de son ouvrage décrit l'organisation terrienne et la vie en Frémainville en 1900

## Politique et administration

### Rattachements administratifs et électoraux

#### Rattachements administratifs
Antérieurement à la loi du 10 juillet 1964, la commune faisait partie du département de Seine-et-Oise. La réorganisation de la région parisienne en 1964 fit que la commune appartient désormais au département du Val-d'Oise et à son arrondissement de Pontoise après un transfert administratif effectif au 1er janvier 1968.
Elle faisait partie de 1801 à 1967 du canton de Marines de Seine-et-Oise. Lors de la mise en place du Val-d'Oise, la ville intègre le canton de Vigny. Dans le cadre du redécoupage cantonal de 2014 en France, cette circonscription administrative territoriale a disparu, et le canton n'est plus qu'une circonscription électorale.

#### Rattachements électoraux
Pour les élections départementales, la commune est membre depuis 2014 du canton de Vauréal
Pour l'élection des députés, elle fait partie de la première circonscription du Val-d'Oise.

### Intercommunalité
La commune, initialement membre de la communauté de communes des Trois Vallées du Vexin, est membre, depuis le 1er janvier 2013, de la communauté de communes Vexin centre.
En effet, cette dernière a été constituée le 1er janvier 2013 par la fusion de la communauté de communes des Trois Vallées du Vexin (12 communes), de la communauté de communes Val de Viosne (14 communes) et  de la communauté de communes du Plateau du Vexin (8 communes), conformément aux prévisions du schéma départemental de coopération intercommunale du Val-d'Oise approuvé le 11 novembre 2011.

### Liste des maires
| Période                                  | Période    | Identité        | Étiquette | Qualité                                                       |
| ---------------------------------------- | ---------- | --------------- | --------- | ------------------------------------------------------------- |
| Les données manquantes sont à compléter. |            |                 |           |                                                               |
|                                          |            |                 |           |                                                               |
| mai 1925                                 | ?          | Albert Hamot    |           |                                                               |
|                                          |            |                 |           |                                                               |
| avant 1981                               | ?          | Robert Hamot    |           |                                                               |
|                                          |            |                 |           |                                                               |
| mars 1989                                | 2014       | Maurice Maillet | Les Verts |                                                               |
| mars 2014                                | avril 2025 | Marcel Allègre  | SE        | Cadre retraité à la Préfecture du Val-d'Oise Mort en fonction |
| avril 2025[réf. nécessaire]              | En cours   | Angélique Lago  |           | Osthéopathe                                                   |

## Équipements et services publics
Frémainville  dispose de la maison du village, un  lieu destiné à l’animation du village et rénové en 2020/2021.

## Population et société

### Démographie
L'évolution du nombre d'habitants est connue à travers les recensements de la population effectués dans la commune depuis 1793. Pour les communes de moins de 10 000 habitants, une enquête de recensement portant sur toute la population est réalisée tous les cinq ans, les populations de référence des années intermédiaires étant quant à elles estimées par interpolation ou extrapolation. Pour la commune, le premier recensement exhaustif entrant dans le cadre du nouveau dispositif a été réalisé en 2004.

En 2022, la commune comptait 502 habitants, en évolution de +2,66 % par rapport à 2016 (Val-d'Oise : +4 %, France hors Mayotte : +2,11 %).
| 1793 | 1800 | 1806 | 1821 | 1831 | 1836 | 1841 | 1846 | 1851 |
| ---- | ---- | ---- | ---- | ---- | ---- | ---- | ---- | ---- |
| 398  | 363  | 354  | 403  | 549  | 358  | 363  | 363  | 357  |

| 1856 | 1861 | 1866 | 1872 | 1876 | 1881 | 1886 | 1891 | 1896 |
| ---- | ---- | ---- | ---- | ---- | ---- | ---- | ---- | ---- |
| 346  | 335  | 330  | 388  | 325  | 333  | 315  | 289  | 286  |

| 1901 | 1906 | 1911 | 1921 | 1926 | 1931 | 1936 | 1946 | 1954 |
| ---- | ---- | ---- | ---- | ---- | ---- | ---- | ---- | ---- |
| 246  | 259  | 246  | 230  | 214  | 225  | 249  | 203  | 262  |

| 1962 | 1968 | 1975 | 1982 | 1990 | 1999 | 2004 | 2006 | 2009 |
| ---- | ---- | ---- | ---- | ---- | ---- | ---- | ---- | ---- |
| 254  | 254  | 236  | 410  | 432  | 477  | 494  | 480  | 483  |

| 2014 | 2019 | 2022 | - | - | - | - | - | - |
| ---- | ---- | ---- | - | - | - | - | - | - |
| 474  | 520  | 502  | - | - | - | - | - | - |

« La forte croissance des années 1970 est due à la construction de nombreux logements sous forme de petits collectifs sur le secteur de la Grüe. À partir de 1982, l’essentiel de l’évolution démographique est dûà  la construction  au  coup  par coup  de  quelques  logements  sur  plusieurs années.Le solde naturel faiblement positif des dernières années signifie que le nombre de naissances n’a été que peu supérieur au nombre de décès sur la commune de Frémainville ».

## Économie
L'agriculture est l'activité économique dominante de la commune et structure ses paysages. Elle se trouve en effet au sein de la plaine céréalière d’Île-de-France et comprend plusieurs corps de ferme qui témoignent du poids de l’agriculture dans son histoire, mais le nombre d'exploitations est en baisse depuis les années 1990 passant  trois en 1988, à  deux en 2000 puis à une seule en 2018.

## Culture locale et patrimoine

### Lieux et monuments

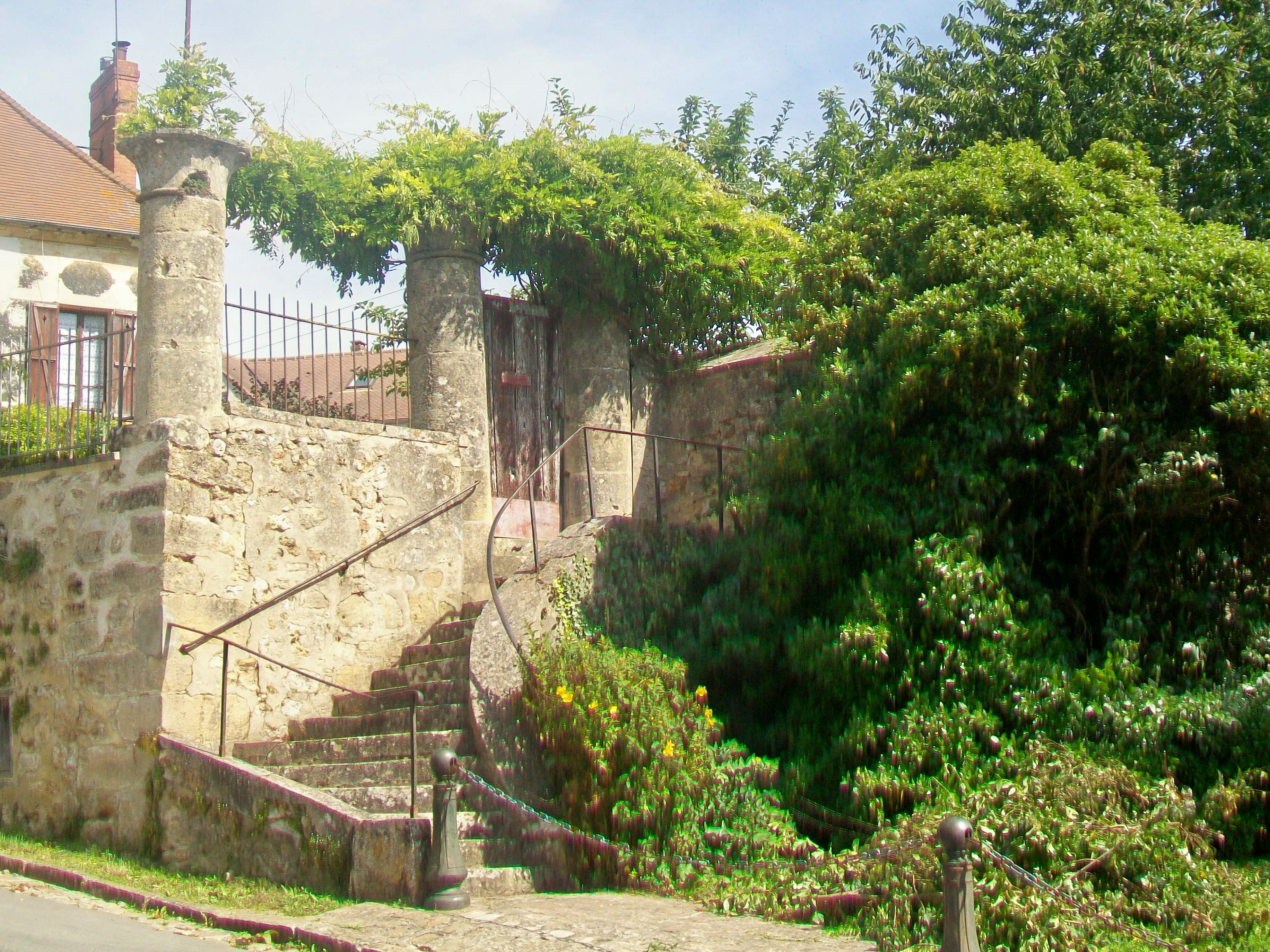
Les trois colonnes en haut de l'escalier d'accès au jardin de l'ancien presbytère.

Frémainville possède un monument historique sur son territoire : 
- Portail de l'ancien presbytère, rue du Pavé (inscrit monument historique par arrêté du 17 février 1950[29]).

Faisant face à la façade de l'église, ce portail en surplomb de la rue est accessible par un bel escalier en pierre de taille. Les trois colonnes à chapiteaux sont des fûts de colonne récupérés après la démolition de l'ancienne église, vers 1900. À gauche, le coq de l'ancien clocher a été remonté.
On peut également signaler : 
- Ancienne distillerie, à l'est du village près de la RD 43 : elle date de la fin du XIXe siècle. Ayant servi de décor au tournage de plusieurs films, comme Diaboliquement vôtre en 1967, Les Aventures de Rabbi Jacob[30],[31] et Les Tuche 4[32]. Après une longue période d'abandon, les parties récupérables ont été restaurées et aménagées en logement, tout en conservant les éléments les plus caractéristiques de ce petit complexe industriel.
- Croix de cimetière, au centre du cimetière actuel, rue du Puits : cette croix du XVIe siècle aux extrémités flammées présente le Christ à l'avant et un saint évêque bénissant au revers, probablement saint Clair, patron de la commune (n'ayant jamais été évêque mais souvent confondu par les sculpteurs avec Clair de Nantes, comme c'est le cas pour le reliquaire en bois de l'église). Le socle du monument date du XIIe siècle[30].
- Plusieurs croix de chemin existent sur la commune, avec un socle ou piédestal ancien et un fût plus récent, portant une petite croix en fer forgé toute simple (rue du Bout-Sirop à la sortie du village, devant l'église...).
- Ferme de la Grue, chemin de la Grue : grand complexe du XIXe siècle se démarquant surtout par une grande tour-porche crénelée, d'inspiration médiévale. Cette ferme a été construite pour le comte Vitali, propriétaire des châteaux de Frémainville et de Vigny[30].
- Château de Frémainville, rue du Château et rue du Pavée : ce château fréquemment remanié possède des éléments des XVIIe et XVIIIe siècles. De plan irrégulier, il se compose de deux corps de logis similaires, l'un étant perpendiculaire à l'autre. S'y ajoutent un pavillon carré au nord-est, et une petite tour ronde à l'angle entre les deux corps de logis, au nord-est également. L'ensemble comporte un étage et des combles à la Mansart[30].
- Église Saint-Clair, rue du Pavée : hormis la base du clocher qui subsiste du XIIe siècle, cette église ne date que de 1901. À l'instar de celle de Vigny, elle a été construite sur les frais du comte Vitali. De style néogothique également, elle reste par contre plus simple et plus humble que sa voisine de Vigny. La volumétrie est inspirée d'églises villageoises du Vexin, et l'architecte a même introduit des irrégularités : les deux bras du transept font pignon commun avec les chapelles latérales du chœur au nord et au sud, et les chapelles n'ont qu'une seule grande voûte chacune, alors que le chœur en compte deux pour la même superficie. Sinon, l'église suit un plan cruciforme conventionnel, avec une nef de quatre travées voûtées d'ogives en plâtre, et un chœur de trois travées au chevet polygonal. Le fait que le chœur soit légèrement moins large que la nef est dû au plan trapézoïdal du clocher[30],[33].
- Fontaine publique, place Albert-Hamot : cette  fontaine  comporte une grande auge, permettant aux chevaux de boire à la fontaine.
- Fontaine Saint-Clair, chemin de la fontaine Saint-Clair, au bois (à gauche après la sortie nord du village) : située en lisière de forêt, cette fontaine se situe sous un édicule du XIXe siècle, dont la niche abritait jadis une statuette du saint patron de la commune. D'après les vertus attribués au saint, l'eau de la fontaine est censée guérir les maux d'yeux, et elle a longtemps fait l'objet d'un pèlerinage : La veille du 17 juillet, un grand feu était allumé, les pèlerins prélevaient de la cendre pour se frotter les paupières, puis buvaient de l'eau de la source à l'aide d'une cuillère en bois attachée à la fontaine par une chaînette[30].
- Le village est proche de la réserve naturelle régionale du site géologique de Vigny-Longuesse[34].

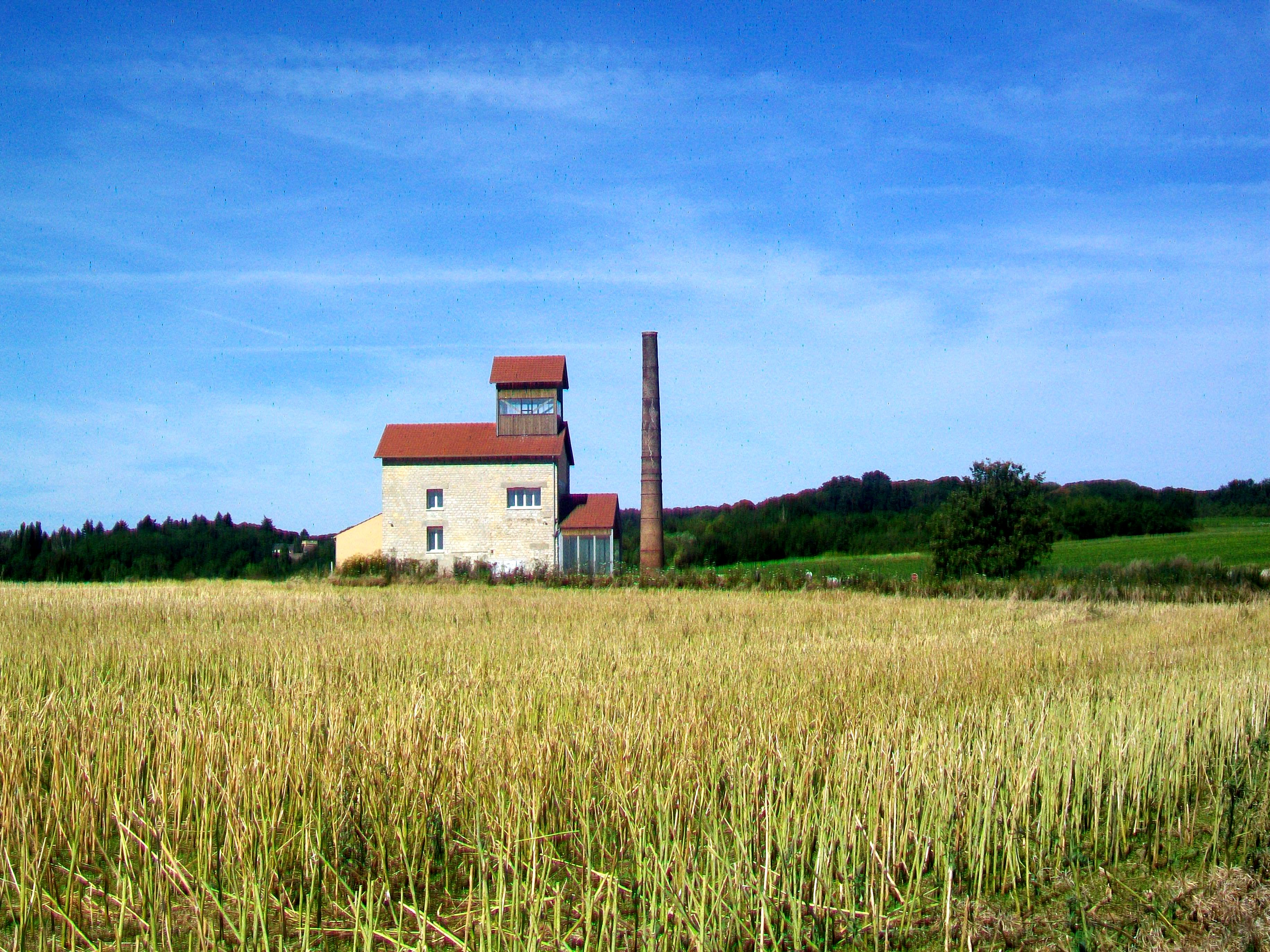
Ancienne distillerie.
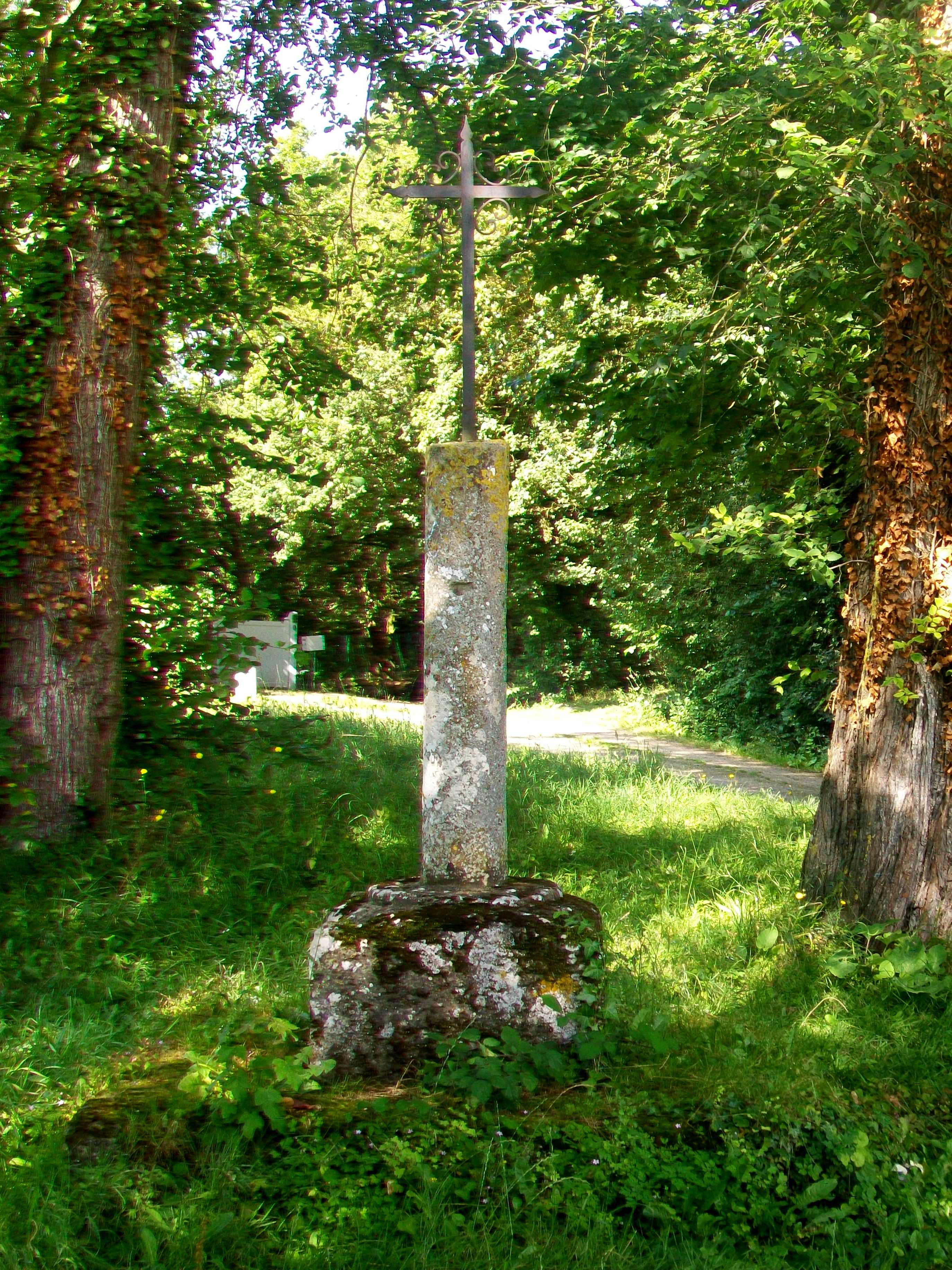
Croix rue du Bout-Sirop.
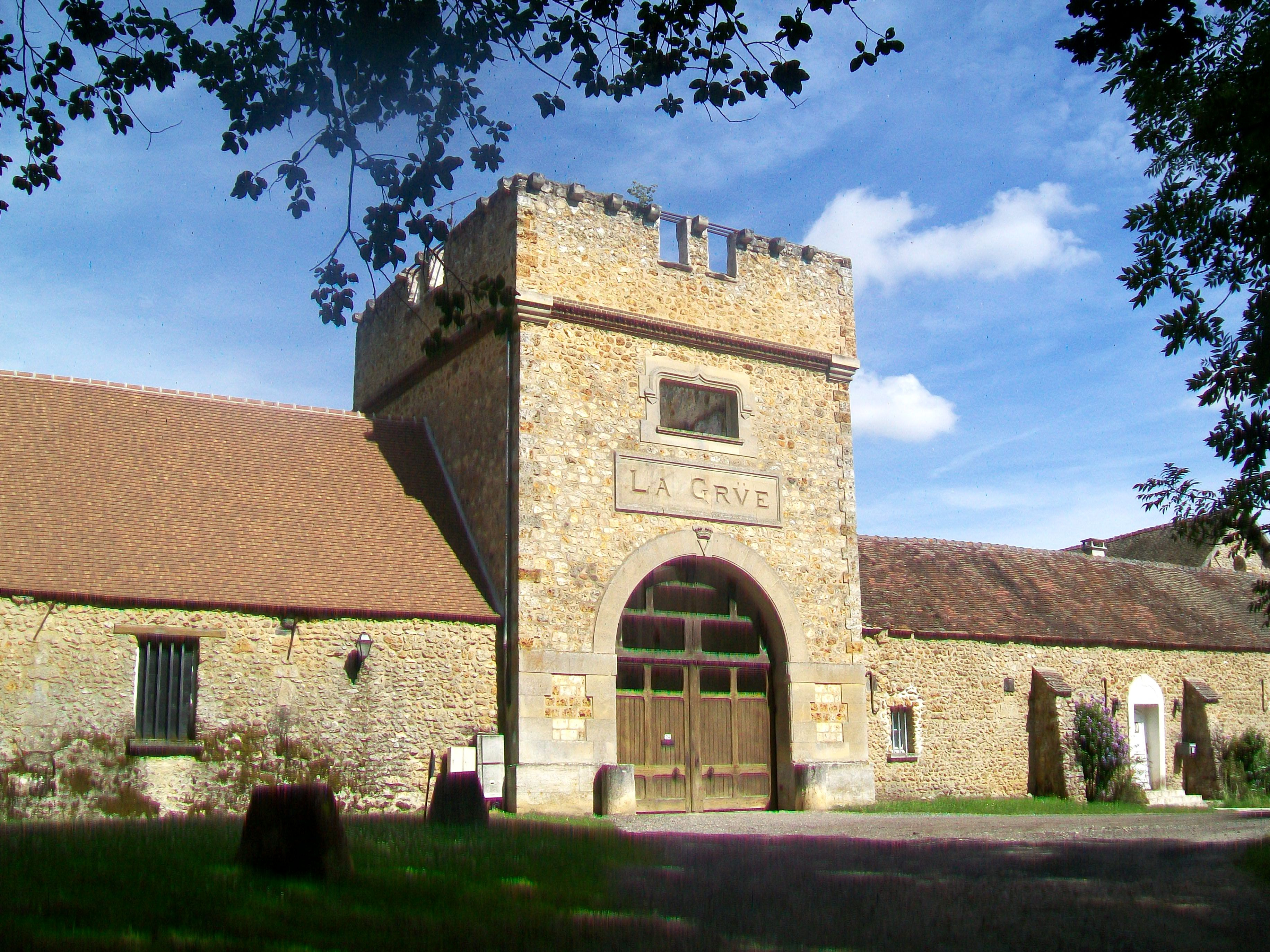
Ferme de la Grue.
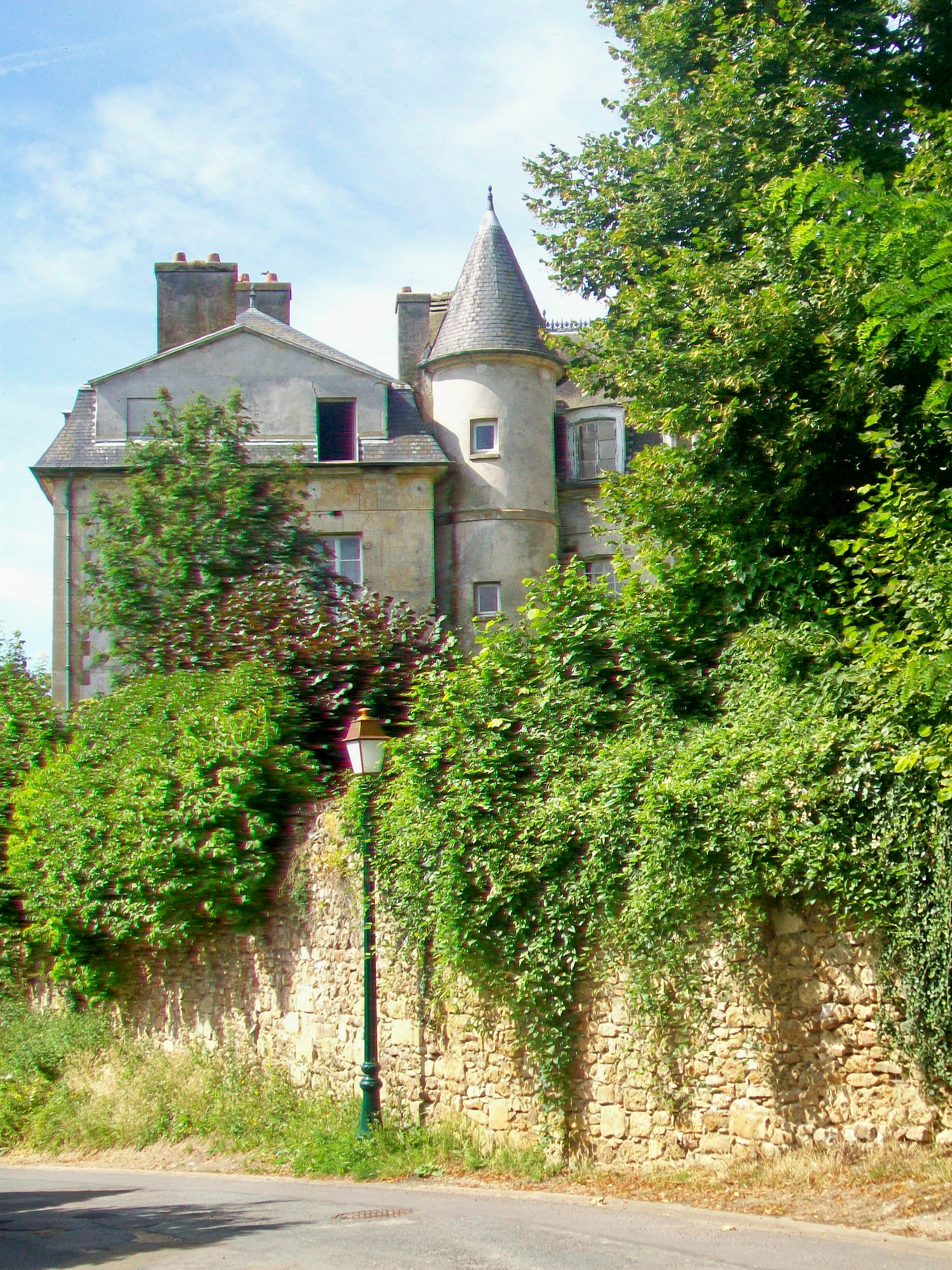
Château de Frémainville.
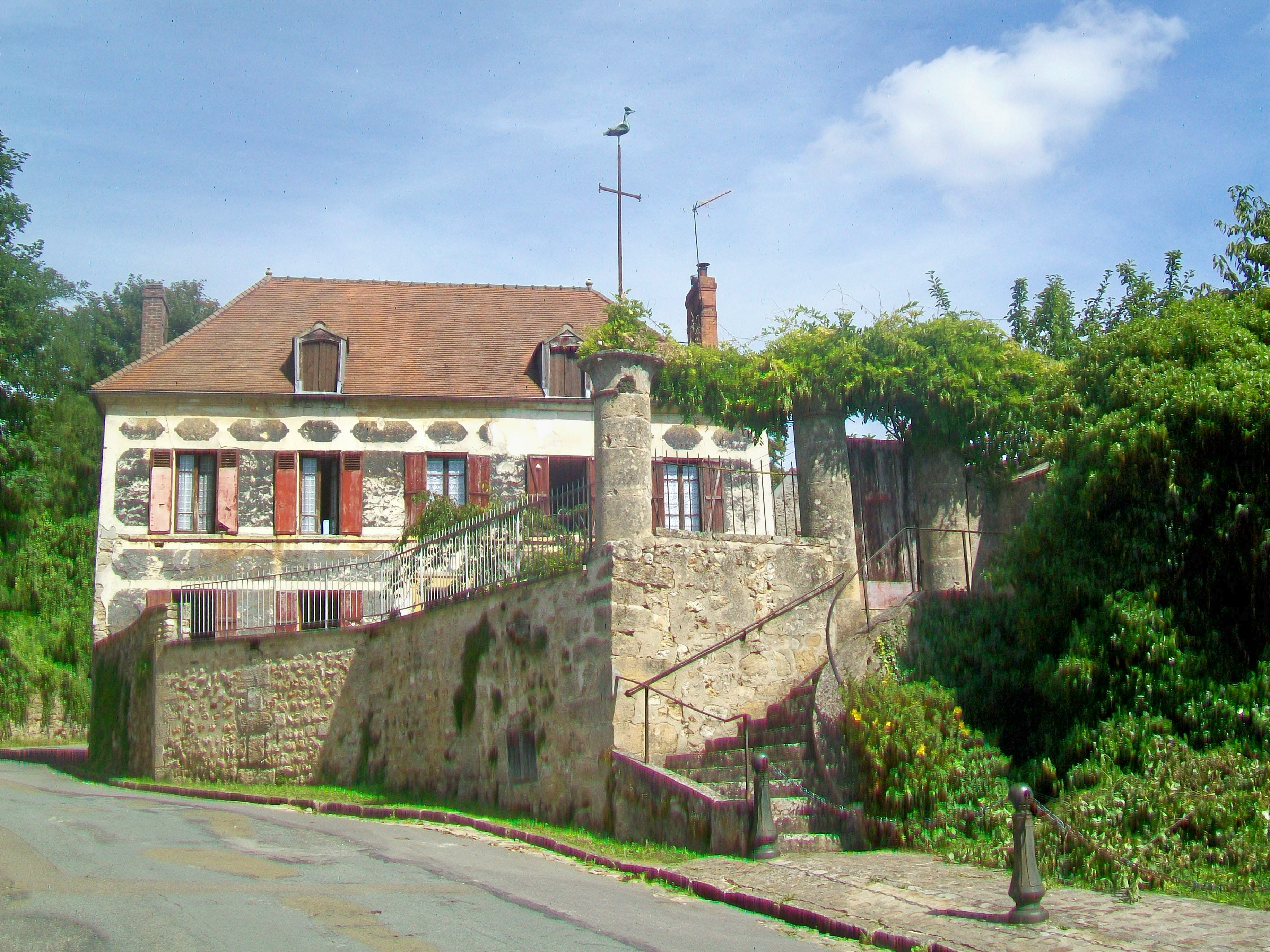
Ancien presbytère.
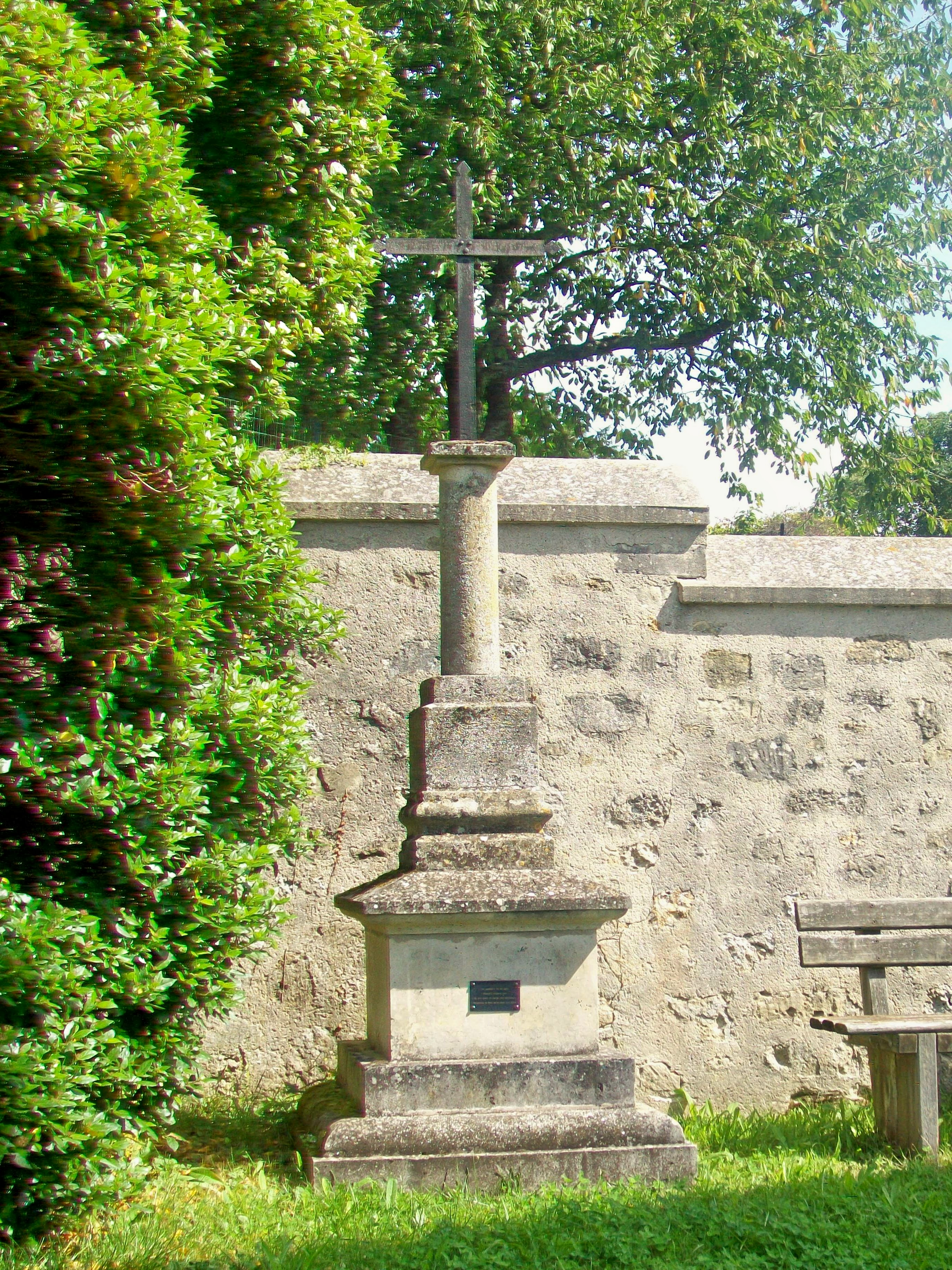
Croix devant l'église.
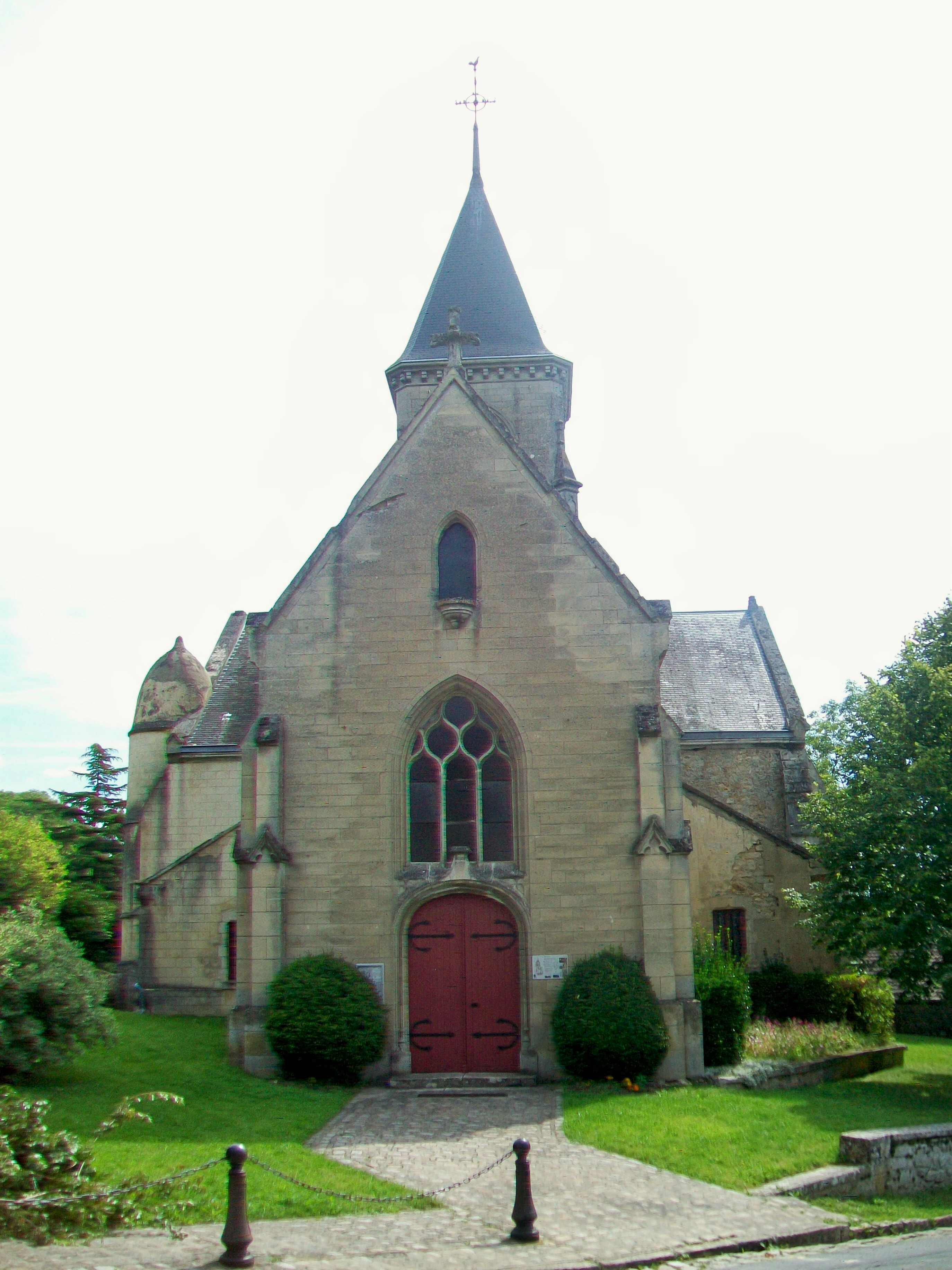
Église Saint-Clair.
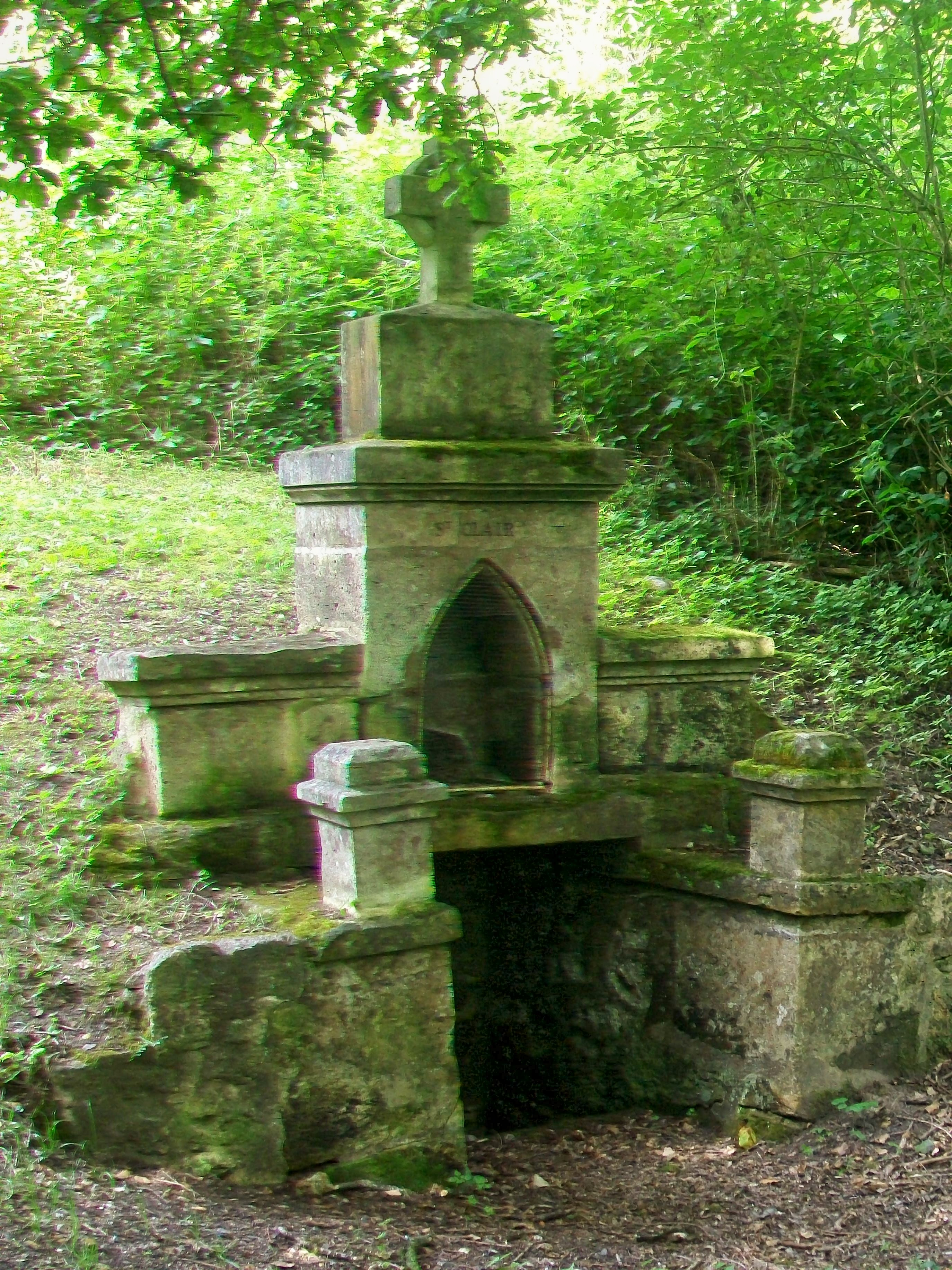
Fontaine Saint-Clair.
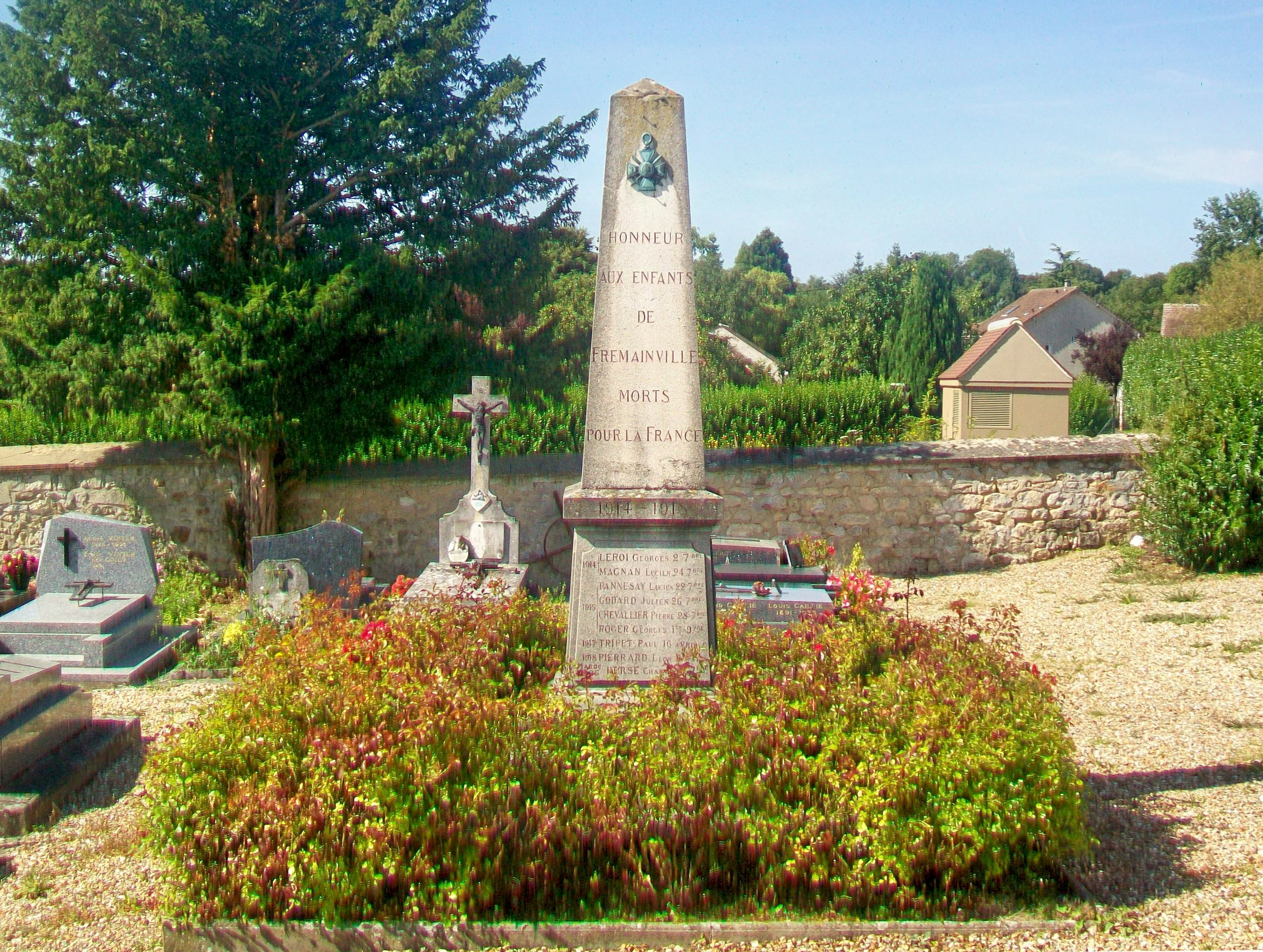
Monument aux morts

### Anecdotes
Frémainville, possédait depuis 1999  l'une des rares Mariannes d'inspiration africaine de France. Celle-ci a été déposée sous le mandat de Marcel Allegre en 2014, celui-ci estimant que le buste ne représentait pas la République, occasionnant une plainte du CRAN.

### Frémainville au cinéma et à la télévision
L'église de la commune est celle du mariage du film Pièce montée de Denys Granier-Deferre, tourné en 2009.
Plusieurs autres films ont été tournés à Frémainville : voir la commune dans la liste des films tournés dans le département.

## Pour approfondir